# 장재근
장재근(張在槿, 1962년 1월 2일 ~ )은 대한민국의 전직 200m 육상 선수로, 현재 진천국가대표선수촌장을 맡고 있다. 1985년 세운 남자 200m 한국신기록 20초 41은 2018년 박태건 선수에 의해 33년 만에 깨지게 된다(20초 40).
한편, 초등학교(수창) 4학년 때 배구부에 입부하여 운동을 시작했으나 6학년 당시 배구부가 해체되자 일반중학교인 전남중학교 입학 후 2학년 때 육상을 시작했고 1982년 아시안 게임 남자 육상 100m 은메달-200m 금메달을 따내며 '아시아의 스프린터' 반열에 올랐다.
이후, 1984년 대학(성균관대)을 졸업했음에도 단거리 육상팀을 운영하는 실업팀이 부족했던 시절이라 프로야구팀 해태 타이거즈 홍보실 일반 직원으로 입사했으나 번번이 육상선수로 뛰었으며, 1986년 12월 말 전문 육상팀으로 있는 곳으로 가고 싶다는 뜻을 밝힌 뒤 한국전력 육상팀으로 옮겼다.
은퇴 후에는 해설가와 방송인으로 활동했고, 육상 지도자로도 나섰다.
1991년부터 1992년말까지 서울방송에 출발! 서울의 아침 아침체조 코너로 활약하였다.
2023년 3월 2일에 유인탁의 후임으로 진천국가대표선수촌장으로 선임됐다.

## 광고
- 종근당 인코라민
- 사조대림 로하이참치
- LG전자 리듬세탁기
- 우정엔젤리카
- 광동제약 은록천
- 피코스 미모미모 다리운동기구